# Gerard van Velsen

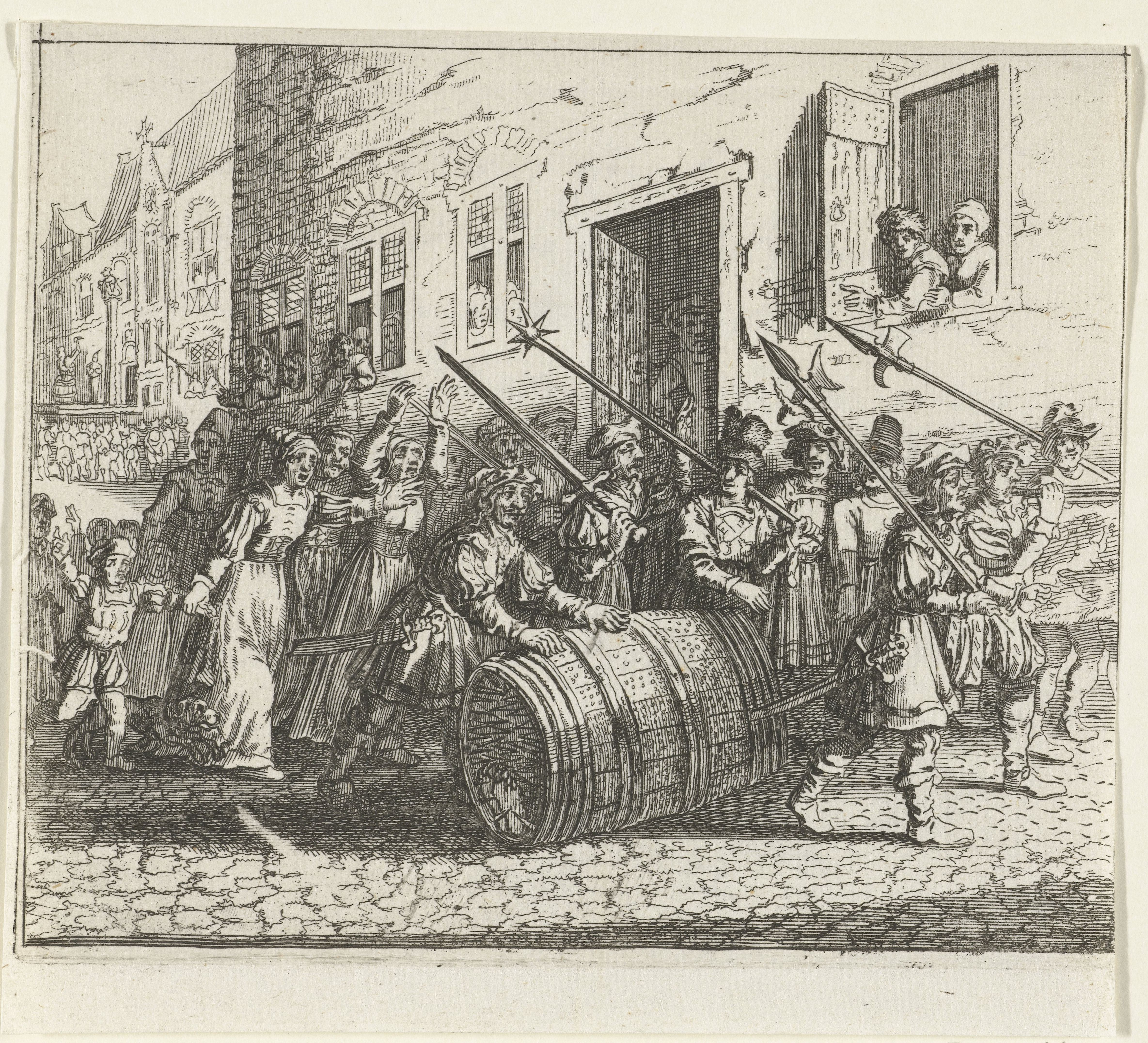
foltering van Gerard van Velzen in de spijkerton te Leiden.

Gerard van Velsen of Geeraerd van Velsen; ook Gerard van Velzen (overl. Leiden, 1296) was heer van Beverwijk, Noordwijk en Velsen.

## Levensloop
Van Velsens geboorteplaats en -datum zijn onbekend. Zijn woning, vermoedelijk rond 1215 gebouwd door zijn grootvader Albert Banjaart, is gevonden onder de fundamenten van het 14e-eeuwse kasteel Adrichem in Beverwijk. Hij was een zoon van Albrecht van Velsen en Hildegonde. Hij was (vermoedelijk) gehuwd met Machteld van Woerden, een zuster van Herman VI van Woerden. Volgens een andere versie trad Gerard van Velsen omstreeks 1285 in het huwelijk met Hildegonde van Woerden, de oudste dochter van Herman van Woerden. In 1275 werd hij tot schout van Wijk aan Zee benoemd.
In 1296 beraamde Van Velsen samen met Herman van Woerden, Gijsbrecht IV van Amstel, Jan van Kuyk en Arnold van Benschop een complot om graaf Floris V van Holland te ontvoeren. Direct motief voor de overval was hem te dwingen af te treden ten gunste van zijn minderjarige zoon, maar daarachter gingen waarschijnlijk allerlei politieke en wellicht ook persoonlijke redenen schuil. Uiteindelijk werkten Van Woerden en Van Amstel mee aan deze daad en sloten de graaf op in het Muiderslot. Na een ontsnappingspoging stak Van Velsen met handlangers de graaf met 22 steken dood, waarna Van Velsen naar kasteel Kronenburg nabij Loenen aan de Vecht vluchtte. Na een belegering van enkele dagen werd hij opgepakt om te worden berecht in Leiden. Daar werd hij volgens latere geschiedschrijvers drie dagen lang gefolterd en vervolgens gevierendeeld of in een vat met spijkers bekleed door de straten gerold. Toch is het onzeker of Gerard van Velsen na zijn bekentenis werd terechtgesteld: In een oorkonde van 31 mei 1303 beloven een aantal edelen aan graaf Jan II om onder meer Gerard van Velsen buiten het land te houden.
Het klassieke motief van Van Velsen om Floris V te vermoorden zou zijn geweest dat graaf Floris Gerards vrouw Machteld zou hebben verkracht. Zij kon er niet mee leven en zou enkele jaren later zelfmoord hebben gepleegd. Er bestond in de 15e eeuw een historielied over, dat in 1591 werd gedrukt als 'de moort van Graef Floris/ ende Gherrit van Velsens wedervaren/ zangs gewys':
'7. Sy riep so luyt: kraft en ghewelt/
Wat doet ghy mijn edele Landshere? (..)
8. Krijten en karmen mocht haer baten niet.
Haer eer most sy daer laten. (..)
9. Gheraert van Velsen had een soete lief/
Van Woerden tot eenen wijue/
Daer meenden hy me vrolik te syn/
Maer t' most den Graef syn boeltgen blijuen.'
Dit motief werd onder meer door Pieter Corneliszoon Hooft gebruikt in zijn toneelstuk Geeraerdt van Velsen (1613). Voor moderne historici ligt de aanleiding tot de moord veeleer in de internationale politiek. Tijdens de Engels-Franse oorlog van 1294-1296 had graaf Floris aanvankelijk de kant van Edward I gekozen, maar omdat deze zijn beloften niet nakwam liep Floris begin 1296 over naar het kamp van Filips de Schone, waarna de Engelsen een samenzwering op touw zouden hebben gezet om graaf Floris te laten afzetten ten gunste van diens aan het Engelse hof opgevoede zoon Jan.
Gerard had een dochter, genaamd Clarisse Gerardsdochter van Velsen, die  in 1325 een jaarlijkse lijfrente kreeg van tienpond Hollandse florijnen van Willem III van Holland, als ze beloofde geen man te huwen. Het kwam erop neer dat de graaf geen nageslacht in de familie Van Velsen wenste.